# Peta Mullens
Peta Mullens (Sale, Victòria, 8 de març de 1988) és una ciclista australiana, professional des del 2014, actualment a l'equip Hagens Berman-Supermint. Combina la carretera amb la pista i el ciclisme de muntanya.

## Palmarès en ruta
- 2006
  - Vencedora de 2 etapes al Tour de Bright
- 2007
  - Vencedora d'una etapa al Canberra Tour
- 2009
  -  Campiona d'Austràlia sub-23 en ruta
- 2015
  -  Campiona d'Austràlia en ruta

## Palmarès en ciclisme de muntanya
- 2013
  -  Campiona d'Austràlia en cross-country
- 2014
  -  Campiona d'Austràlia en eliminació